# Ferlin Husky
Ferlin Husky (* 3. Dezember 1925 in Flat River, Missouri; † 17. März 2011 Westmoreland, Tennessee) war ein US-amerikanischer Country-Sänger.

## Leben

### Anfänge
Der aus dem ländlichen Missouri stammende Ferlin Husky begann seine musikalische Laufbahn als Diskjockey im kalifornischen Bakersfield. Unter dem Namen Terry Preston – sein Geburtsname erschien ihm unpassend für einen seriösen Country-Sänger – trat er allabendlich in der lokalen Clubszene auf. Als Bassist wirkte er gelegentlich bei Aufnahmen und Konzerten etablierter Musiker mit. Bei dem kleinen Four Star Label wurden von 1949 bis 1951 elf erfolglose Singles eingespielt.

### Karriere
Der Manager von Tennessee Ernie Ford wurde auf ihn aufmerksam und vermittelte 1951 einen Schallplattenvertrag beim bekannten Capitol Label, wo von 1951 bis 1953 sieben Singles unter dem Namen Terry Preston erschienen. Unter seinem eigentlichen Namen Ferlin Husky wurde 1953 die erste Singles Hank’s Song veröffentlicht, gleichzeitig produzierte er bis Mitte 1954 als Terry Preston weiterhin Songs bei Capitol.
Nach anfänglichen Misserfolgen gelang ihm 1953 im Duett mit Jean Shepard mit A Dear John Letter ein Nummer-1-Hit in den Country-Charts, in den US-Pop-Charts erreichte der Titel Platz 16. Während Shepard den Gesangspart übernahm, besteht Huskys Part aus Sprechgesang. Es ist die Geschichte eines US-Soldaten kurz nach dem Korea-Krieg, der einen Brief seiner Geliebten erhält, in dem diese ihm mitteilt, dass die Beziehung beendet sei und sie seinen Bruder heiraten werde. Nach dem Erfolg der Single wurde mit dem Antwortsong Forgive Me John erneut ein Top-10-Hit produziert.
Es dauerte aber noch vier Jahre, bis Husky den Durchbruch als Solist schaffte. Sein Gone hielt bemerkenswerte zehn Wochen den Spitzenplatz der Country-Charts und drang als Crossover bis Platz 4 in die Pop-Hitparade ein. Ein ähnlicher Erfolg gelang 1960 mit Wings Of A Dove (Country Charts Platz 1, US Single Charts Platz 12).
Unter dem Alias Simon Crum startete er Mitte der 1950er Jahre eine dritte Karriere als musikalischer Komiker. Auch hier war er erfolgreich, wenn auch die Verkaufszahlen eines Ferlin Husky nicht erreicht werden konnten. Sein erster Song als Simon Crum war das im März 1955 erschienene Cuzz You’re So Sweet. Die erfolgreichste Single von Simon Crum war Country Music Is Here To Stay, die Platte erschien im Oktober 1958 und erreichte Platz zwei der Country Charts.
Huskys Popularität nahm seit Anfang der 1960er Jahre kontinuierlich ab. 1962 gelang ihm ein letztes Mal eine Platzierung in den US-Billboard-100 mit der Single The Waltz You Saved For Me. Nur noch selten war er in den oberen Bereichen der Country-Charts vertreten. Seine größten Hits in dieser Zeit waren 1966 Once (Country Charts Platz 4) und 1968 Just For You (Country Charts Platz 4). Verschiedentlich wirkte er bei Filmen und Fernsehshows mit. 1972 wechselte er zu ABC Records. Gesundheitliche Probleme zwangen ihn mehrfach zu längeren Pausen.

## Diskografie

### Alben
| Jahr | Titel Musiklabel und Katalog-Nr.                           | Höchstplatzierung, Gesamtwochen, AuszeichnungChartsChartplatzierungen (Jahr, Titel, Musiklabel und Katalog-Nr., Platzierungen, Wochen, Auszeichnungen, Anmerkungen) | Anmerkungen                   |
| Jahr | Titel Musiklabel und Katalog-Nr.                           | Country | Anmerkungen                   |
| ---- | ---------------------------------------------------------- | --- | ----------------------------- |
| 1955 | Ferlin Husky & Jean Shepard –                              | — |                               |
| 1956 | Songs Of The Home & Heart Capitol T-718                    | — |                               |
| 1957 | Boulevard Of Broken Dreams Capitol T-880                   | — |                               |
| 1958 | Country Music Holiday –                                    | — |                               |
| 1959 | Sittin’ On A Rainbow Capitol T-976                         | — |                               |
| 1959 | Born To Lose Capitol T-1204                                | — |                               |
| 1959 | Ferlin’s Favorites Capitol T-1280                          | — |                               |
| 1960 | Easy Livin’ –                                              | — |                               |
| 1960 | Gone Capitol ST-1546                                       | — |                               |
| 1961 | Walkin’ & Hummin’ Capitol ST-1633                          | — |                               |
| 1961 | Memories Of Home Capitol ST-1633                           | — |                               |
| 1962 | Some Of My Favorites Capitol ST-1720                       | — |                               |
| 1963 | The Unpredictable Simon Crum Capitol DT-1880               | — |                               |
| 1963 | The Heart And Soul Capitol ST-1885                         | — |                               |
| 1963 | The Hits Capitol DT-1991                                   | — |                               |
| 1964 | By Request Capitol ST-2101                                 | Country20 (2 Wo.)Country |                               |
| 1965 | True, True Lovin’ Capitol ST2305                           | — |                               |
| 1965 | Ferlin Husky Sings Ole Opry Favorites –                    | — |                               |
| 1965 | Ferlin Husky Sings The Songs Of Music City Capitol ST-2438 | Country20 (1 Wo.)Country |                               |
| 1966 | I Could Sing All Night Capitol ST-2548                     | Country18 (12 Wo.)Country |                               |
| 1967 | What Am I Gonna Do Now? Capitol ST-2705                    | Country22 (8 Wo.)Country |                               |
| 1967 | Christmas All Year Long Capitol ST-2793                    | — |                               |
| 1968 | Just For You Capitol ST-2870                               | Country19 (8 Wo.)Country |                               |
| 1968 | Where No One Stands Alone Capitol ST-2913                  | — |                               |
| 1968 | White Fences And Evergreen Trees Capitol ST-115            | Country44 (2 Wo.)Country |                               |
| 1968 | The Best Of Ferlin Husky Capitol SKAO-143                  | Country42 (2 Wo.)Country |                               |
| 1969 | That’s Why I Love You So Much Capitol ST-239               | Country24 (9 Wo.)Country |                               |
| 1970 | Your Love Is Heavenly Sunshine Capitol ST-443              | Country25 (7 Wo.)Country |                               |
| 1970 | Green Green Grass Of Home Hilltop JS-6080                  | — |                               |
| 1970 | Your Sweet Love Lifted Me Capitol ST-591                   | Country31 (4 Wo.)Country |                               |
| 1971 | One More Time Capitol ST-768                               | Country35 (6 Wo.)Country |                               |
| 1971 | Wings Of A Dove Hilltop JS-6099                            | — | Sampler mit älteren Aufnahmen |
| 1972 | Just Plain Lonely Capitol ST-11069                         | Country39 (7 Wo.)Country |                               |
| 1973 | True, True Lovin’ ABC 776                                  | — |                               |
| 1973 | Sweet Honky-Tonk ABC 803                                   | — |                               |
| 1974 | Freckles And Polliwog Days ABC 818                         | Country44 (5 Wo.)Country |                               |
| 1974 | Champagne Ladies And Blue Ribbon Babies –                  | Country43 (6 Wo.)Country |                               |
| 1974 | Mountain Of Everlasting Love –                             | — |                               |
| 1975 | The Foster And Rice Songbook ABC 849                       | — |                               |

grau schraffiert: keine Chartdaten aus diesem Jahr verfügbar

### Singles
| Jahr | Titel Album                                                         | Höchstplatzierung, Gesamtwochen, AuszeichnungChartplatzierungen (Jahr, Titel, Album, Platzierungen, Wochen, Auszeichnungen, Anmerkungen) | Höchstplatzierung, Gesamtwochen, AuszeichnungChartplatzierungen (Jahr, Titel, Album, Platzierungen, Wochen, Auszeichnungen, Anmerkungen) | Anmerkungen                                           |
| Jahr | Titel Album                                                         | US | Country | Anmerkungen                                           |
| ---- | ------------------------------------------------------------------- | --- | --- | ----------------------------------------------------- |
| 1953 | A Dear John Letter / I’d Rather Die Young –                         | US16 (6 Wo.)US | Country1 (23 Wo.)Country | Erstveröffentlichung: Juni 1953 mit Jean Shepard      |
| 1953 | Forgive Me John / My Wedding Ring –                                 | — | Country4 (7 Wo.)Country | Erstveröffentlichung: September 1953 mit Jean Shepard |
| 1954 | If Feel Better All Over / Little Tom –                              | — | Country15 (1 Wo.)Country | Erstveröffentlichung: Dezember 1954                   |
| 1955 | I’ll Baby Sit With You –                                            | — | Country14 (1 Wo.)Country | Erstveröffentlichung: Mai 1955                        |
| 1957 | Gone / Missing Persons –                                            | US4 (26 Wo.)US | Country1 (27 Wo.)Country | Erstveröffentlichung: Januar 1957                     |
| 1957 | Fallen Star / Prize Possession –                                    | US47 (15 Wo.)US | Country8 (13 Wo.)Country | Erstveröffentlichung: August 1957                     |
| 1958 | Country Music Is Here To Stay / Stand Up Sit Down Shut Your Mouth – | — | Country2 (24 Wo.)Country | Erstveröffentlichung: Oktober 1958 als Simon Crum     |
| 1958 | I Will –                                                            | — | Country23 (1 Wo.)Country | Erstveröffentlichung: Oktober 1958                    |
| 1959 | My Reason For Livin’ / Wrong –                                      | — | Country14 (12 Wo.)Country | Erstveröffentlichung: Januar 1959                     |
| 1959 | Draggin’ The River / Sea Sand –                                     | — | Country11 (10 Wo.)Country | Erstveröffentlichung: April 1959                      |
| 1959 | Black Sheep –                                                       | — | Country21 (8 Wo.)Country | Erstveröffentlichung: November 1959                   |
| 1960 | Wings Of A Dove / Next To Jimmy –                                   | US12 (18 Wo.)US | Country1 (36 Wo.)Country | Erstveröffentlichung: Juli 1960                       |
| 1961 | Willow Tree –                                                       | — | Country23 (1 Wo.)Country | Erstveröffentlichung: August 1961                     |
| 1961 | The Waltz You Saved For Me / Out Of A Clear Blue Sky –              | US94 (1 Wo.)US | Country13 (10 Wo.)Country | Erstveröffentlichung: Dezember 1961                   |
| 1961 | It Was You –                                                        | — | Country21 (2 Wo.)Country | Erstveröffentlichung: Dezember 1961                   |
| 1962 | Somebody Save Me –                                                  | — | Country16 (11 Wo.)Country | Erstveröffentlichung: Mai 1962                        |
| 1962 | Stand Up –                                                          | — | Country28 (1 Wo.)Country | Erstveröffentlichung: September 1962                  |
| 1964 | Timber I’m Falling –                                                | — | Country13 (21 Wo.)Country | Erstveröffentlichung: Februar 1964                    |
| 1965 | True True Lovin’ –                                                  | — | Country35 (17 Wo.)Country | Erstveröffentlichung: September 1965                  |
| 1965 | Money Greases The Wheels –                                          | — | Country48 (2 Wo.)Country | Erstveröffentlichung: Oktober 1965                    |
| 1966 | I Could Sing All Night –                                            | — | Country27 (5 Wo.)Country | Erstveröffentlichung: März 1966                       |
| 1966 | I Hear Little Rock Calling –                                        | — | Country17 (12 Wo.)Country | Erstveröffentlichung: August 1966                     |
| 1966 | Once / Why Do I Put Up With You –                                   | — | Country4 (17 Wo.)Country | Erstveröffentlichung: Oktober 1966                    |
| 1966 | What Am I Gonna Do Now –                                            | — | Country37 (11 Wo.)Country | Erstveröffentlichung: Dezember 1966                   |
| 1967 | You Pushed Me Too Far –                                             | — | Country14 (15 Wo.)Country | Erstveröffentlichung: Juli 1967                       |
| 1967 | Just For You / Don’t Hurt Me Anymore –                              | — | Country4 (18 Wo.)Country | Erstveröffentlichung: Dezember 1967                   |
| 1968 | I Promised You The World –                                          | — | Country26 (10 Wo.)Country | Erstveröffentlichung: Mai 1968                        |
| 1968 | White Fences And Evergreen Trees –                                  | — | Country25 (10 Wo.)Country | Erstveröffentlichung: Oktober 1968                    |
| 1969 | Flat River, MO. –                                                   | — | Country33 (10 Wo.)Country | Erstveröffentlichung: März 1969                       |
| 1969 | That’s Why I Love You So Much –                                     | — | Country16 (14 Wo.)Country | Erstveröffentlichung: Juni 1969                       |
| 1969 | Every Step Of The Way –                                             | — | Country21 (10 Wo.)Country | Erstveröffentlichung: November 1969                   |
| 1970 | Heavenly Sunshine / All Her Little Loving Ways –                    | — | Country11 (13 Wo.)Country | Erstveröffentlichung: März 1970                       |
| 1970 | Your Sweet Love Lifted Me –                                         | — | Country45 (9 Wo.)Country | Erstveröffentlichung: November 1970                   |
| 1970 | Sweet Misery –                                                      | — | Country14 (11 Wo.)Country | Erstveröffentlichung: Dezember 1970                   |
| 1971 | One More Time –                                                     | — | Country28 (11 Wo.)Country | Erstveröffentlichung: Februar 1971                    |
| 1971 | Open Up The Book (And Take A Look) –                                | — | Country45 (9 Wo.)Country | Erstveröffentlichung: Oktober 1971                    |
| 1972 | Just Plain Lonely –                                                 | — | Country39 (10 Wo.)Country | Erstveröffentlichung: April 1972                      |
| 1972 | How Could You Be Anything But Love –                                | — | Country53 (8 Wo.)Country | Erstveröffentlichung: August 1972                     |
| 1973 | Rosie Cries A Lot –                                                 | — | Country17 (13 Wo.)Country | Erstveröffentlichung: Februar 1973                    |
| 1973 | Between Me And Blue –                                               | — | Country46 (9 Wo.)Country | Erstveröffentlichung: April 1973                      |
| 1973 | Baby’s Blue –                                                       | — | Country75 (4 Wo.)Country | Erstveröffentlichung: Oktober 1973                    |
| 1974 | Freckles And Polliwog Days –                                        | — | Country26 (15 Wo.)Country | Erstveröffentlichung: März 1974                       |
| 1974 | A Room For A Boy...Never Used –                                     | — | Country60 (7 Wo.)Country | Erstveröffentlichung: September 1974                  |
| 1974 | Champagne Ladies And Blue Ribbon Babie –                            | — | Country34 (11 Wo.)Country | Erstveröffentlichung: Dezember 1974                   |
| 1975 | She’s Not Yours Anymore/an Old Mem –                                | — | Country74 (5 Wo.)Country | Erstveröffentlichung: März 1975                       |
| 1975 | Burning –                                                           | — | Country37 (11 Wo.)Country | Erstveröffentlichung: April 1975                      |
| 1975 | An Old Memory (Got In My Eye) –                                     | — | Country90 (1 Wo.)Country | Erstveröffentlichung: September 1975                  |